# O Katiĕng
O Katiĕng eller Katieng, är ett vattendrag och ett vattenfall i distriktet Lumphăt, 10 kilometer väster om huvudstaden Ban Lŭng i provinsen Ratanakiri i norra Kambodja.
Vid vattenfallet, som har en fallhöjd av 10 meter, kan man också rida på någon av de sista fyra elefanterna i Ratanakiri vilka tillhör Airavata Elephant Foundation och ingår i ett ekoprojekt med syfte att skydda och bevara skogen kring Katieng från tjuvjakt och olaglig avverkning. 